# Société française de psychologie
Pour les articles homonymes, voir SFP.
 (novembre 2021).
La Société française de psychologie (SFP) est une société savante qui regroupe les psychologues exerçant en France. D'abord dénommée société de psychologie au moment de sa fondation le 29 mars 1901 par Pierre Janet aux côtés de Léon Marillier, elle fut rebaptisée en 1941. La SFP est la deuxième société savante de psychologie constituée à travers le monde, après la Société américaine de psychologie (American Psychological Association) créée en 1892. La SFP est membre de l'Union internationale de psychologie scientifique (IUPsyS) 

## Associations membres
- Association des conseillers d’orientation-psychologues – France (ACOP-F)
- Association française de psychologie linguistique (AFPL)
- Association française de psychologie de la santé (AFPSA)
- Association française des psychologues de l’Éducation nationale (AFPEN)
- Collectif des copsy du SNES
- Collectif des psychologues du 1er degré du SNUIPP
- Institut Pierre Janet (IPJ)
- Société française de psychologie du sport (SFPS)
- Association française de psychologie du travail et des organisations (AFPTO)

## Présidents

### Société de psychologie
- Pierre Janet (1901–1902)
- Gilbert Ballet (1903)
- Léonce Manouvrier (1904)
- Jules Séglas (1905-1906)
- Paul Sollier (1907)
- François Léon Arnaud (1908)
- Henri Piéron (1909)
- Étienne Rabaud (1920)
- Henri Delacroix (1921)
- Philippe Chaslin (1922)
- Antoine Meillet (1923)
- Marcel Mauss (1924)
- Louis Lapicque (1925)
- Georges Dumas (1926)
- Henri Wallon (1927)
- André Mayer (1928)
- André Lalande (1929)
- Abel Rey (1930)
- Georges-Henri Luquet (1931)
- Dominique Parodi (1932)
- René Charpentier (1933)
- Charles Lalo (1934)
- Jean-Maurice Lahy (1935)
- Paul Guillaume (1936)
- Claude Vurpas (1937)
- Paul Masson-Oursel (1939)

### Société française de psychologie
- Maurice Pradines (1941)
- Georges Poyer (1942)
- Jean Lhermitte (1943)
- Maurice Halbwachs (1944)
- Eugène Minkowski (1950)
- Pierre-Paul Grassé (1951)
- Maurice Merleau-Ponty (1952)
- Raymond Bonnardel (1953)
- André Soulairac (1954)
- René Zazzo (1955)
- Jean Stoetzel (1956)
- Paul Fraisse (1962–1963)
- Pierre Oléron (1963–1964)
- Paul Arbousse-Bastide (1964–1965)
- Maurice Reuchlin (1965–1966)
- Jean Château (1966–1967)
- Suzanne Pacaud (1967–1968)
- Philippe Malrieu (1968–1969)
- André Berge (1969–1970)
- Jacques Paillard (1971–1970)
- Robert Francès (1971–1972)
- Roland Doron (1972–1973)
- Georges Noizet (1973–1974)
- Charles Bried (1974–1975)
- Roger Perron (1975–1976)
- Vincent Bloch (1976–1977)
- René Zazzo (1977–1978)
- César Florès (1978–1979)
- Jacques Perse (1979–1980)
- Jean Médioni (1980–1981)
- Alain Wisner (1981–1982)
- Robert Pagès (1982–1984)
- Jean-François Richard (1984–1985)
- Yvette Hatwell (1986–1987)
- Jean-François Le Ny (1987–1988)
- Pierre Tap (1988–1991)
- André Bisseret (1992–1994)
- Christian Guillevic (1995–1997)
- Michèle Carlier (1998–1999)
- Alain Blanchet (1999–2003)
- Jacques Py (2003–2007)
- Gérard Guingouain (2007–2010)
- Bruno Quintard (2010–2014)
- Raphaël Trouillet (2014-2018)
- René Clarisse (depuis 2018)